# Zirkoniumnitrid-Multilayerbeschichtung
Zirkoniumnitrid-Multilayerbeschichtung (MLB) Zr-CrC-CrCN-Cr ist eine mehrlagige Beschichtung, die zur Verbesserung von Verschleißeigenschaften und Korrosionsbeständigkeit Anwendung findet. Die MLB ist ein metallischer Hartstoff, dessen Oberfläche goldfarben erscheint. Das keramische Material zeichnet sich durch sehr große Härte, Biokompatibilität und Korrosionsbeständigkeit aus, woraus sich eine Reihe medizintechnischer Anwendungen ergeben.

## Eigenschaften ZrN-Multilayer-Beschichtung
Die Deckschicht aus Zirkoniumnitrid ist ein keramisches Material mit großer Härte und Korrosionsbeständigkeit.
Die Härte liegt bei 2600 HV. In Anwendungen mit hohem Verschleiß kann eine ZrN-Beschichtung diesen deutlich reduzieren.
Die ZrN-Beschichtungen findet hauptsächlich in der Medizintechnik zum Beschichten von künstlichen Endoprothesen Anwendung. Die Implantate werden so verschleißarmer. Im Vergleich zum normalerweise verwendeten CoCrMo-Grundwerkstoff für die metallischen Komponenten einer Knieprothese ist der Verschleiß mit einer ZrN-Beschichtung um 60 % reduziert.
Das keramische Material ist zudem sehr biokompatibel und wird aus diesem Grund bei Patienten mit Metallallergie eingesetzt.
Die fünf gradiert aufgebrachten CrN-CrCN-Schichten überbrücken das Härte- und Eigenspannungsgefälle zwischen dem weicheren Grundwerkstoff CoCrMo (300 HV) und der sehr harten ZrN-Deckschicht (2600 HV) und gewährleisten so die mechanische Integrität des Systems. Die Grenzflächen zwischen den Lagen stellen eine zusätzliche Diffusionsbarriere für Ionen aus dem Grundwerkstoff dar. Eine Cr-Haftschicht sorgt für eine gute Haftung der Schichten auf dem Grundmaterial CoCrMo.
Die insgesamt aus 7 Lagen bestehende Beschichtung hat eine Schichtdicke von ca. 3,5–5 µm.

## Herstellung PVD
Beim PVD (Physical Vapor Deposition)-Verfahren wird ein ionisierter Metalldampf erzeugt, der mit verschiedenen Gasen im Plasma reagiert und auf Werkstückoberflächen eine Dünnschicht abscheidet. Die heutzutage am weitesten verbreiteten PVD-Methoden sind Arc-Deposition und Sputtering. Beide Methoden werden unter Hochvakuumbedingungen in einer Beschichtungskammer durchgeführt.
Prozesstemperatur
Die normale Prozesstemperatur für PVD-Beschichtungen bewegt sich zwischen 250 °C und 450 °C. In manchen Fällen ist jedoch auch der Auftrag von PVD-Beschichtungen je nach Anwendung oder Beschichtung bei Temperaturen unter 70 °C oder bis zu 600 °C möglich.
Beschichtete Werkstücke
Mit dem PVD-Verfahren lassen sich Beschichtungen auf eine Vielzahl von Substraten auftragen. Die Anwendungen umfassen Schneid- und Formwerkzeuge, Verschleißteile, medizinische Geräte und dekorative Produkte.
Die Palette der möglichen Substratmaterialien reicht von Stählen und Hartmetallen bis hin zu vorbeschichteten Kunststoffen.
Typische Beschichtungen
In der Regel werden als Beschichtungen TiN, AlTiN, TiAlN, CrN, CrCN, TiCN und ZrN verwendet. Komplexere Beschichtungen können aus TiAlCrYN oder einer W-C:H / DLC-Kombination bestehen.
Die Beschichtungen können einlagig, mehrlagig oder in gradierten Schichten aufgetragen werden. Die Beschichtungsstrukturen können hinsichtlich kristallographischer Ausrichtung und Nano-Composite-Aufbau so verändert werden, dass die gewünschten Eigenschaften für Härte, Elastizität, Haftung usw. erhalten werden.
Die Dicke der Beschichtung reicht von 1 bis 5 Mikron, in einigen Fällen sind aber auch 0,5 Mikron oder 15 Mikron und mehr möglich.
Die Zykluszeit ist abhängig von der Beladungsdichte sowie der Art und der Dicke der Beschichtung.

## Anwendung

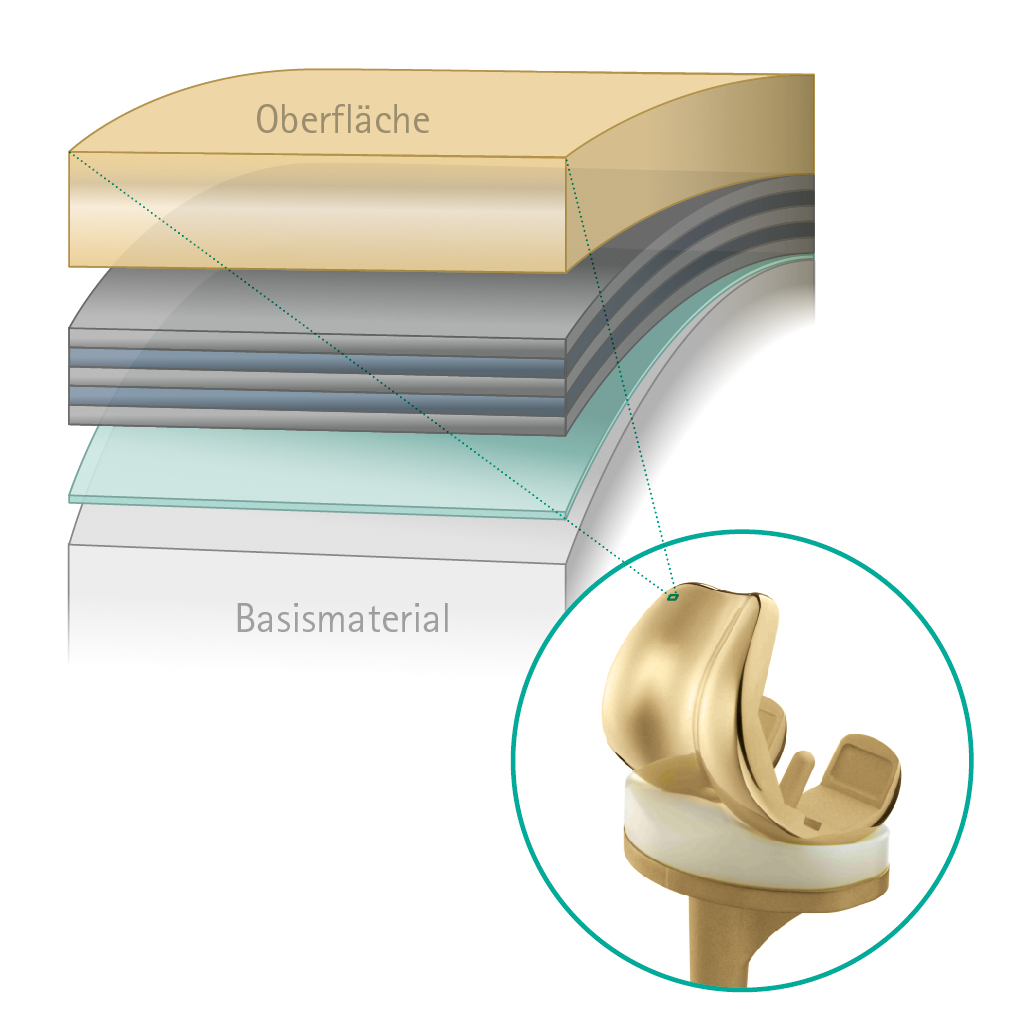
Multilayerbeschichtung für eine Knieprothese

Die ZrN-Multilayer-Oberflächenbeschichtung findet hauptsächlich in der Medizintechnik Anwendung.
Bis zu 13 % der Bevölkerung leidet unter sogenannten Kontaktallergien gegen Metalle wie Nickel, Cobalt oder Chrom. Erhalten diese Patienten eine Endoprothese, die vorwiegend aus Metalllegierungen besteht, steigt das Risiko für eine allergische Reaktion auf das Implantat.
Die ZrN-Multilayerbeschichtung reduziert die Metallionenfreisetzung unter die medizinische Wirkschwelle, so dass diese Patienten nicht mehr mit einer allergischen Reaktion rechnen müssen.